# Tele2 Polska
Tele2 Polska Sp. z o.o. – niezależny operator telekomunikacyjny, działający na polskim rynku w latach 2000–2008. Spółka zależna w Polsce to In2Loop Polska Sp z o.o.
Firma matka Tele2 AB pochodzi ze Szwecji i działa obecnie na terenie 23 krajów Europy, przy czym w ciągu roku 2006 i 2007 wycofała się z Danii, Belgii, Wielkiej Brytanii i Polski. 29 czerwca 2008 spółka Netia SA zdecydowała się na przejęcie Tele2 Polska.

## Zakres działalności
Do 2001 r. Tele2 oferowało produkt „Gadatek” – usługa działająca w systemie przedpłaconym (pre-paid), wykorzystująca technologię VoIP (Voice over Internet Protocol). Gadatek to przystawka do telefonów stacjonarnych, umożliwiająca wykonywanie połączeń na telefony komórkowe, rozmowy zamiejscowe i zagraniczne.
Do 2003 r. Tele2 oferowało bezprzewodowy dostęp do Internetu (usługa o handlowej nazwie „Air2Net” o prędkościach od 32 do 512 kbps) w Warszawie, Gdańsku, Krakowie, Wrocławiu i Poznaniu. Sieć bezprzewodowa zbudowana była na sprzęcie BreezeCOM (Alvarion).
Od 2003 r. Tele2 było tzw. operatorem wirtualnym. Swoim klientom oferowało połączenia lokalne, międzymiastowe, międzynarodowe, na telefony komórkowe zarówno poprzez abonamenty lub usługę preselekcji; połączenie wdzwaniane do Internetu (ang. dial-up), a od czerwca 2007 również poprzez łącze stałe. Korzystanie z usług preselekcji w Tele2 uzależnione było od posiadania telefonu stacjonarnego w TPSA z dowolnym abonamentem poza tzw. socjalnym i oszczędnym, oraz zawarciem z operatorem umowy na czas nieokreślony.
Według danych spółki, obsługiwała ona w Polsce ponad milion klientów. Została wykreślona z Krajowego Rejestru Sądowego w 2011.

## Kontrowersje
Tele2 bywała kojarzona z następującymi kontrowersjami:
- stosowanie nieetycznych chwytów marketingowych, przez niektórych uznawanych za uporczywe[4],
- nierzetelne informowanie klientów w kwestii wykorzystywania darmowych minut, co zostało jednak naprawione po interwencji UOKiK-u[5],
- nieetyczne praktyki wobec podpisujących umowy na usługę preselekcji[6].

Praktyki te stosowały zewnętrzne firmy partnerskie oferujące usługi Tele2.
W dniach 10, 11 i 15 września 2006 w programie Uwaga! TVN pokazano, jak w nieuczciwy sposób firma Tele2 zdobywała klientów, bez ich wiedzy i zgody.
Program Uwaga został zrealizowany po części na Słowacji. Po tym wydarzeniu Tele2 posiadało model kontrolny mający wyeliminować nieuczciwe firmy i sprzedawców.